# Danh sách giải thưởng và đề cử của Iz*One
Dưới đây là danh sách đề cử và giải thưởng của nhóm nhạc nữ Hàn Quốc - Nhật Bản Iz*One. Nhóm ra mắt vào ngày 29 tháng 10 năm 2018 với mini-album đầu tay Color*Iz cùng bài hát chủ đề "La Vie en Rose". Nhóm có cúp âm nhạc tuần đầu tiên trong sự nghiệp sau mười ngày chính thức ra mắt trên M Countdown, và phá kỷ lục lúc bấy giờ trở thành nhóm nữ có chiến thắng tuần sớm nhất kể từ lúc ra mắt. Với những thành công thương mại kể từ những ngày đầu ra mắt, IZ*ONE đã thắng hạng mục "Nghệ sĩ Mới của Năm" tại một số giải thưởng âm nhạc, bao gồm Mnet Asian Music Awards, Golden Disc Awards, và Seoul Music Awards.

## Lễ trao giải

### Asia Artist Awards
Asia Artist Awards, hay còn gọi là AAA, là một lễ trao giải được tổ chức bởi tờ báo kinh doanh "Money Today" và các thương hiệu truyền thông toàn cầu StarNews và MTN.
| Năm  | Đề cử cho | Hạng mục                                 | Kết quả   | Tham khảo |
| ---- | --------- | ---------------------------------------- | --------- | --------- |
| 2018 | IZ*ONE    | Rookie of the Year (Music)               | Đoạt giải | [ 6 ]     |
| 2019 | IZ*ONE    | Popularity Award (Music)                 | Đề cử     |           |
| 2019 | IZ*ONE    | Starnews Popularity Award (Female Group) | Đề cử     |           |

### Gaon Chart Music Awards
Gaon Chart Music Awards là giải thưởng âm nhạc lớn được tổ chức hằng năm tại Hàn Quốc bởi bảng xếp hạng âm nhạc quốc gia Gaon Chart.
| Năm  | Đề cử cho | Hạng mục                       | Kết quả   | Tham khảo |
| ---- | --------- | ------------------------------ | --------- | --------- |
| 2019 | IZ*ONE    | New Artist of the Year (Album) | Đoạt giải | [ 7 ]     |

### Genie Music Awards
Genie Music Awards là một lễ trao giải âm nhạc lớn được tổ chức hàng năm tại Hàn Quốc và được tổ chức bởi Genie Music cùng với mạng lưới đối tác của họ.
| Năm  | Đề cử cho | Hạng mục                        | Kết quả   | Tham khảo |
| ---- | --------- | ------------------------------- | --------- | --------- |
| 2019 | IZ*ONE    | Top Artist                      | Đề cử     | [ 8 ]     |
| 2019 | IZ*ONE    | Best Female Group               | Đề cử     | [ 8 ]     |
| 2019 | IZ*ONE    | Best Dance Performance (Female) | Đoạt giải | [ 8 ]     |
| 2019 | IZ*ONE    | Genie Music Popularity Award    | Đề cử     | [ 8 ]     |
| 2019 | IZ*ONE    | Global Popularity Award         | Đề cử     | [ 8 ]     |
| 2019 | IZ*ONE    | M2 Most Popular Artist          | Đoạt giải | [ 8 ]     |

### Golden Disc Awards
Golden Disc Awards hay thường được gọi ngắn gọn là GDA, là một giải thưởng thành lập từ năm 1986 được trao hàng năm bởi Hiệp hội công nghiệp âm nhạc Hàn Quốc cho những thành tựu nổi bật trong ngành công nghiệp âm nhạc nước nhà.
| Năm  | Đề cử cho | Hạng mục                   | Kết quả   | Tham khảo |
| ---- | --------- | -------------------------- | --------- | --------- |
| 2019 | IZ*ONE    | Rookie of the Year (Album) | Đoạt giải | [ 9 ]     |
| 2019 | IZ*ONE    | Popularity Award           | Đề cử     | [ 9 ]     |
| 2019 | IZ*ONE    | Most Popular K-pop Star    | Đề cử     | [ 9 ]     |
| 2020 | HEART*IZ  | Disc Bonsang               | Đề cử     |           |

### Melon Music Awards
| Năm  | Đề cử cho | Hạng mục               | Kết quả | Tham khảo |
| ---- | --------- | ---------------------- | ------- | --------- |
| 2018 | IZ*ONE    | Best New Female Artist | Đề cử   | [ 10 ]    |

### Mnet Asian Music Awards
| Năm                               | Đề cử cho                             | Hạng mục               | Kết quả   | Tham khảo |
| --------------------------------- | ------------------------------------- | ---------------------- | --------- | --------- |
| 2018                              | IZ*ONE                                | Best New Female Artist | Đoạt giải | [ 11 ]    |
| 2018                              | IZ*ONE                                | Artist of the Year     | Đề cử     | [ 11 ]    |
| 2018                              | IZ*ONE                                | New Asian Artist       | Đoạt giải | [ 11 ]    |
| 2019                              | IZ*ONE                                |                        |           |           |
| Artist of the Year                | IZ*ONE                                | Đề cử                  | [ 12 ]    |           |
| Best Female Group                 | IZ*ONE                                | Đề cử                  | [ 12 ]    |           |
| Worldwide Fans' Choice Top 10     | IZ*ONE                                | Đề cử                  | [ 12 ]    |           |
| 2019 Qoo10 Favorite Female Artist | IZ*ONE                                | Đề cử                  | [ 12 ]    |           |
| "Violeta"                         | Song of the Year                      | Đề cử                  | [ 12 ]    |           |
| "Violeta"                         | Best Dance Performance (Female Group) | Đề cử                  | [ 12 ]    |           |
| 2020                              | IZ*ONE                                | Favorite Female Group  | Đoạt giải |           |

### Seoul Music Awards
| Năm  | Đề cử cho | Hạng mục                        | Kết quả   | Tham khảo     |
| ---- | --------- | ------------------------------- | --------- | ------------- |
| 2019 | IZ*ONE    | New Artist Award                | Đoạt giải | [ 13 ]        |
| 2019 | IZ*ONE    | Popularity Award                | Đề cử     | [ 13 ]        |
| 2019 | IZ*ONE    | Hallyu Special Award            | Đề cử     | [ 13 ]        |
| 2020 | Heart*IZ  | Bonsang Award                   | Đề cử     | [ 14 ] [ 15 ] |
| 2020 | IZ*ONE    | Popularity Award                | Đề cử     | [ 14 ] [ 15 ] |
| 2020 | IZ*ONE    | Hallyu Special Award            | Đề cử     | [ 14 ] [ 15 ] |
| 2020 | IZ*ONE    | Most Popular K-Pop Artist Award | Đề cử     | [ 14 ] [ 15 ] |

### Soribada Best K-Music Awards
| Năm  | Đề cử cho | Hạng mục                    | Kết quả   | Tham khảo |
| ---- | --------- | --------------------------- | --------- | --------- |
| 2019 | IZ*ONE    | Popularity Award (Female)   | Đề cử     |           |
| 2019 | IZ*ONE    | Bonsang Award               | Đề cử     |           |
| 2020 | IZ*ONE    | New K-wave Global Hot Trend | Đoạt giải |           |
| 2020 | IZ*ONE    | Bonsang Award               | Đoạt giải |           |

### Brand of the Year Awards
| Năm  | Đề cử cho     | Hạng mục            | Kết quả | Tham khảo |
| ---- | ------------- | ------------------- | ------- | --------- |
| 2019 | IZ*ONE        | Female Rookie Group | Đề cử   |           |
| 2019 | Yujin và Yena | Female Variety Idol | Đề cử   |           |

### V Live Awards
| Năm  | Đề cử cho | Hạng mục          | Kết quả   | Tham khảo     |
| ---- | --------- | ----------------- | --------- | ------------- |
| 2019 | IZ*ONE    | Rookie Top 5      | Đoạt giải | [ 16 ]        |
| 2019 | IZ*ONE    | Global Top 12     | Đoạt giải | [ 17 ] [ 18 ] |
| 2019 | IZ*ONE    | Most Loved Artist | Đề cử     | [ 17 ] [ 18 ] |

### Japan Gold Disc Award
| Năm  | Đề cử cho | Hạng mục                      | Kết quả   | Tham khảo     |
| ---- | --------- | ----------------------------- | --------- | ------------- |
| 2020 | IZ*ONE    | New Artist of the Year (Asia) | Đoạt giải | [ 19 ] [ 20 ] |
| 2020 | IZ*ONE    | Best 3 New Artist (Asia)      | Đoạt giải | [ 19 ] [ 20 ] |

### Space Shower Music Awards
| Năm  | Đề cử cho | Hạng mục        | Kết quả | Tham khảo |
| ---- | --------- | --------------- | ------- | --------- |
| 2020 | IZ*ONE    | People's Choice | Đề cử   |           |

### MTV Europe Music Awards
| Năm  | Đề cử cho | Hạng mục        | Kết quả | Tham khảo |
| ---- | --------- | --------------- | ------- | --------- |
| 2019 | IZ*ONE    | Best Korean Act | Đề cử   |           |

### The Fact Music Awards
| Năm  | Đề cử cho | Hạng mục               | Kết quả   | Tham khảo |
| ---- | --------- | ---------------------- | --------- | --------- |
| 2020 | IZ*ONE    | Nghệ sĩ của năm (Nhóm) | Đoạt giải | [ 21 ]    |

## Chương trình âm nhạc

### The Show
| Năm  | Ngày        | Bài hát                    | Điểm |
| ---- | ----------- | -------------------------- | ---- |
| 2018 | 13 tháng 11 | "La Vie en Rose"           | 8918 |
| 2018 | 20 tháng 11 | "La Vie en Rose"           | 8621 |
| 2019 | 9 tháng 4   | "Violeta"                  | 9646 |
| 2019 | 16 tháng 4  | "Violeta"                  | 9425 |
| 2020 | 25 tháng 2  | "FIESTA"                   | 8820 |
| 2020 | 3 tháng 3   | "FIESTA"                   | 9393 |
| 2020 | 23 tháng 6  | "Secret Story of the Swan" | 9030 |
| 2020 | 30 tháng 6  | "Secret Story of the Swan" | 7657 |
| 2020 | 15 tháng 12 | "Panorama"                 | 8559 |

### Show Champion
| Năm  | Ngày       | Bài hát                    |
| ---- | ---------- | -------------------------- |
| 2019 | 10 tháng 4 | "Violeta"                  |
| 2019 | 17 tháng 4 | "Violeta"                  |
| 2020 | 26 tháng 2 | "FIESTA"                   |
| 2020 | 24 tháng 6 | "Secret Story of the Swan" |

### M Countdown
| Năm  | Ngày        | Bài hát                    | Điểm  |
| ---- | ----------- | -------------------------- | ----- |
| 2018 | 8 tháng 11  | "La Vie en Rose"           | 10884 |
| 2019 | 11 tháng 4  | "Violeta"                  | 10775 |
| 2019 | 18 tháng 4  | "Violeta"                  | 10446 |
| 2020 | 27 tháng 2  | "FIESTA"                   | 10914 |
| 2020 | 25 tháng 6  | "Secret Story of the Swan" | –     |
| 2020 | 17 tháng 12 | "Panorama"                 | 9364  |
| 2020 | 24 tháng 12 | "Panorama"                 | –     |

### Music Bank
| Năm  | Ngày        | Bài hát                    | Điểm |
| ---- | ----------- | -------------------------- | ---- |
| 2019 | 12 tháng 4  | "Violeta"                  | 7238 |
| 2020 | 26 tháng 6  | "Secret Story of the Swan" | 7890 |
| 2020 | 18 tháng 12 | "Panorama"                 | 8074 |

### Show! Music Core
| Năm  | Ngày       | Bài hát                    | Điểm |
| ---- | ---------- | -------------------------- | ---- |
| 2020 | 27 tháng 6 | "Secret Story of the Swan" | 9492 |

### Inkigayo
| Năm  | Ngày        | Bài hát                    | Điểm |
| ---- | ----------- | -------------------------- | ---- |
| 2020 | 28 tháng 6  | "Secret Story of the Swan" | 6911 |
| 2020 | 20 tháng 12 | "Panorama"                 | 6907 |